# Jon Corzine
Jon Stevens Corzine (født 1. januar 1947) er en amerikansk politiker for det demokratiske parti. Han er tidligere guvernør i delstaten New Jersey, han bedsad embedet fra 2006 indtil 2010. Corzine var før dette føderal senator.